# Thanatephorus hebelomatosporus
Thanatephorus hebelomatosporus é uma espécie de fungo pertencente à família Ceratobasidiaceae.